# ماتي بوروفاك
ماتي بوروفاك هو لاعب كرة قدم كرواتي في مركز الوسط، ولد في 2 يناير 1963. لعب مع NK Neretva ‏.